# لاورا فورتس
لاورا فورتس (اسپانیایی: Laura Fuertes‎؛ زادهٔ ۲۸ نوامبر ۲۰۰۰) بوکسور زن اهل اسپانیا است.